# 5166 Олсон
5166 Олсон (5166 Olson) — астероїд головного поясу, відкритий 22 березня 1985 року.
Тіссеранів параметр щодо Юпітера — 3,554.